# Sadala
Sadala est un bourg de la commune de Torma du comté de Jõgeva en Estonie .
Au 31 décembre 2011, il compte 293 habitants.